# De fantastiska Baker Boys
De fantastiska Baker Boys är en romantisk dramafilm från 1989, i regi av Steven Kloves. I huvudrollerna syns Jeff och Beau Bridges, samt Michelle Pfeiffer. Filmen hade svensk biopremiär 1990.

## Handling
Filmen handlar om två bröder, spelade av de verkliga bröderna Jeff och Beau Bridges, som spelar piano-duetter på små klubbar i Seattle. De hyr en sångerska (Michelle Pfeiffer). Kvinnan de anlitar orsakar spänning mellan bröderna. Även om filmen utspelar sig i nutid avspeglar dess utseende, stämningen och dialogen en nostalgi för 1940-talsfilmer. 

## Produktionen
De fantastiska Baker Boys är skriven och regisserad av Steven Kloves. Den nominerades till fyra Oscars för bästa kvinnliga huvudroll (Michelle Pfeiffer), bästa foto, bästa klippning och bästa filmmusik.

## Rollförteckning (urval)
- Jeff Bridges - Jack Baker
- Michelle Pfeiffer - Susie Diamond
- Beau Bridges - Frank Baker
- Ellie Raab - Nina
- Xander Berkeley - Lloyd
- Dakin Matthews - Charlie
- Ken Lerner - Ray
- Albert Hall - Henry
- Jennifer Tilly - Blanche 'Monica' Moran